# Liacarus yayeyamensis
Liacarus yayeyamensis är en kvalsterart som beskrevs av Aoki 1973. Liacarus yayeyamensis ingår i släktet Liacarus och familjen Liacaridae. Inga underarter finns listade i Catalogue of Life.